# Chessel
Chessel – miejscowość i gmina (commune) w zachodniej Szwajcarii, w kantonie Vaud, w okręgu (district) Aigle. Leży nad Rodanem.

## Demografia
W Chessel mieszka 498 osób. W 2021 roku 22,1% populacji gminy stanowiły osoby urodzone poza Szwajcarią. 

## Transport
Przez teren gminy przebiega droga główna nr 144. 